# Jack Laugher
Jack David Laugher (Harrogate, 30 de janeiro de 1995) é um saltador britânico, especialista no trampolim, campeão olímpico. 

## Carreira

### Rio 2016
Laugher representou seu país nos Jogos Olímpicos de Verão de 2016, na qual conquistou uma medalha de ouro no trampolim sincronizado com Chris Mears.
Na competição do trampolim individual, conquistou a medalha de prata.